# 2008 w grach komputerowych

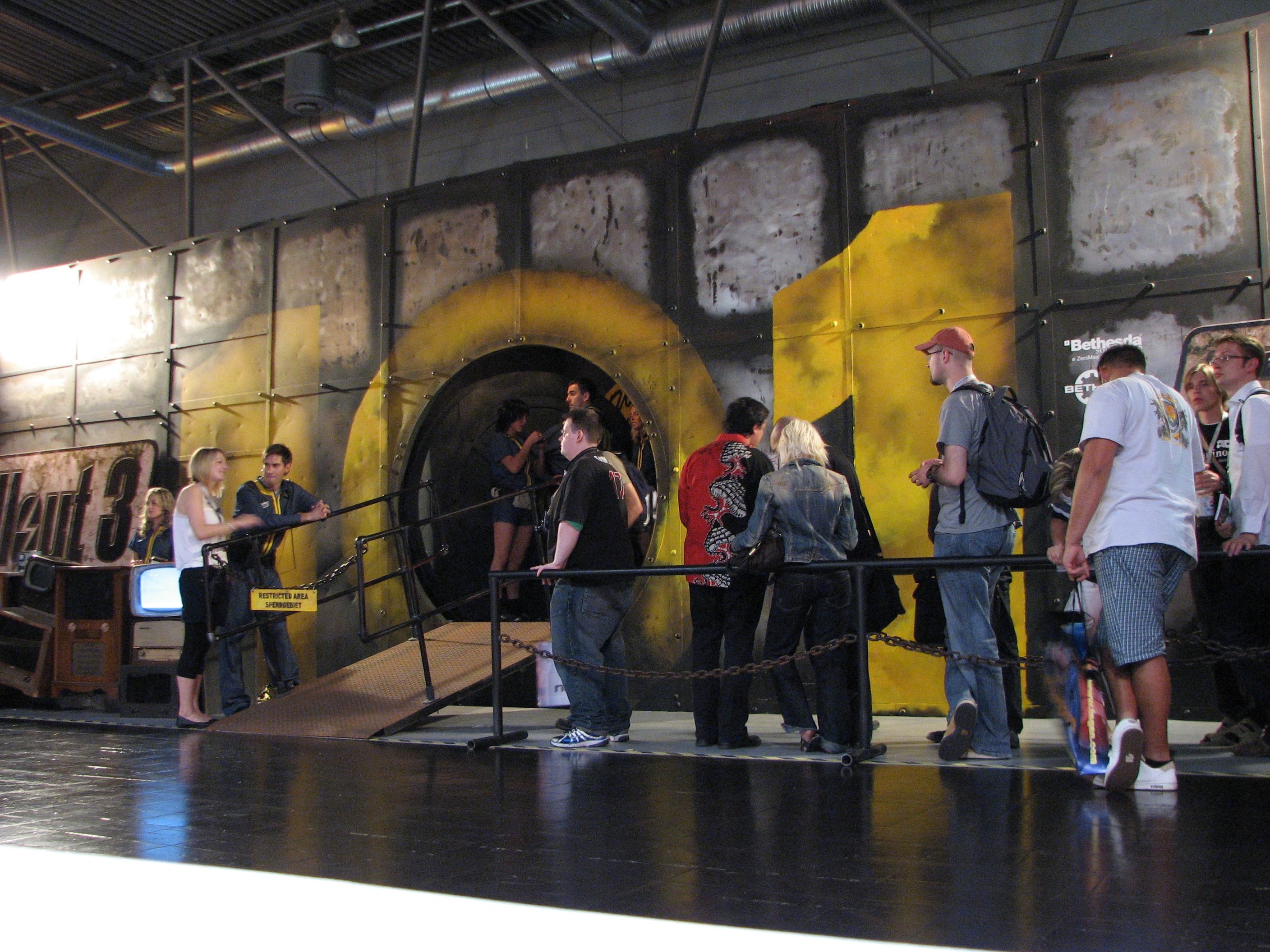
Stoisko Fallouta 3 na targach Games Convention w Lipsku, Saksonia, Niemcy; 2008

| Skróty platform | Skróty platform                                  |
| --------------- | ------------------------------------------------ |
| DC              | Dreamcast                                        |
| Droid           | Android                                          |
| DS              | Nintendo DS                                      |
| GB              | Game Boy                                         |
| GBA             | Game Boy Advance                                 |
| GBC             | Game Boy Color                                   |
| GCN             | GameCube                                         |
| iOS             | iOS                                              |
| Lin             | komputer osobisty z systemem operacyjnym Linux   |
| Mac             | komputer osobisty Mac                            |
| N64             | Nintendo 64                                      |
| NS              | Nintendo Switch                                  |
| PC              | komputer osobisty                                |
| PS1             | PlayStation                                      |
| PS2             | PlayStation 2                                    |
| PS3             | PlayStation 3                                    |
| PS4             | PlayStation 4                                    |
| PS5             | PlayStation 5                                    |
| PSP             | PlayStation Portable                             |
| PSVita          | PlayStation Vita                                 |
| Wii             | Wii                                              |
| WiiU            | Wii U                                            |
| Win             | komputer osobisty z systemem operacyjnym Windows |
| X360            | Xbox 360                                         |
| XONE            | Xbox One                                         |
| Xbox            | Xbox                                             |
| XSX             | Xbox Series                                      |

Artykuł opisuje ważne wydarzenia w 2008 roku w branży gier komputerowych. Zobacz też: historia gier komputerowych.

## Wydarzenia

### Biznes
- 15-17 lipca – E3 2008 w Los Angeles Convention Center w Los Angeles w stanie Kalifornia.

### Targi i festiwale
- 9-12 października – Tokyo Game Show w Makuhari Messe International Convention w Mihama-ku w prefekturze Chiba w Japonii[1].

## Wydane gry
| Miesiąc               | Dzień                     | Tytuł                                                                        | Platforma                                  |
| S T Y C Z E Ń         | 3                         | Rune Factory 2: A Fantasy Harvest Moon                                       | NDS                                        |
| S T Y C Z E Ń         | 8                         | Harvey Birdman: Attorney at Law                                              | PS2, PSP, Wii                              |
| S T Y C Z E Ń         | 8                         | Sonic Riders: Zero Gravity                                                   | PS2, Wii                                   |
| S T Y C Z E Ń         | 15                        | CSI: Hard Evidence                                                           | Wii                                        |
| S T Y C Z E Ń         | 15                        | Nanostray 2                                                                  | NDS                                        |
| S T Y C Z E Ń         | 15                        | Nitrobike                                                                    | Wii                                        |
| S T Y C Z E Ń         | 16                        | Rail Simulator                                                               | Win                                        |
| S T Y C Z E Ń         | 17                        | Mario & Sonic at the Olympic Games                                           | NDS                                        |
| S T Y C Z E Ń         | 21                        | Advance Wars: Days of Ruin                                                   | NDS                                        |
| S T Y C Z E Ń         | 22                        | Burnout: Paradise                                                            | PS3, X360                                  |
| S T Y C Z E Ń         | 22                        | No More Heroes                                                               | Wii                                        |
| S T Y C Z E Ń         | 22                        | Pirates of the Burning Sea                                                   | Win                                        |
| S T Y C Z E Ń         | 31                        | Disgaea 3: Absence of Justice                                                | PS3                                        |
| S T Y C Z E Ń         | 31                        | Super Smash Bros. Brawl (Japonia)                                            | Wii                                        |
| S T Y C Z E Ń         | 31                        | We Ski                                                                       | Wii                                        |
| L U T Y               | 4                         | Sins of a Solar Empire                                                       | Win                                        |
| L U T Y               | 4                         | Zoo Tycoon 2 DS                                                              | NDS                                        |
| L U T Y               | 5                         | Assassin’s Creed: Altair's Chronicles                                        | NDS                                        |
| L U T Y               | 5                         | Devil May Cry 4                                                              | PS3, X360                                  |
| L U T Y               | 5                         | Turok                                                                        | PS3, X360                                  |
| L U T Y               | 7                         | L the Prologue to Death Note -Rasen no Wana-                                 | NDS                                        |
| L U T Y               | 7                         | The Club                                                                     | PS3, Win, X360                             |
| L U T Y               | 8                         | Agatha Christie: I nie było już nikogo                                       | Wii                                        |
| L U T Y               | 12                        | Conflict: Denied Ops                                                         | PS3, Win, X360                             |
| L U T Y               | 12                        | Dark Messiah of Might and Magic                                              | X360                                       |
| L U T Y               | 12                        | Penumbra: Czarna plaga                                                       | Lin, Win                                   |
| L U T Y               | 14                        | Dream Chronicles 2: The Eternal Maze                                         | Win                                        |
| L U T Y               | 18                        | MX vs. ATV: Untamed                                                          | Wii                                        |
| L U T Y               | 18                        | Need for Speed: ProStreet                                                    | PSP                                        |
| L U T Y               | 19                        | Etrian Odyssey II: Heroes of Lagaard                                         | NDS                                        |
| L U T Y               | 19                        | The History Channel: Battle for the Pacific                                  | PS3                                        |
| L U T Y               | 21                        | Lost Planet: Extreme Condition                                               | PS3                                        |
| L U T Y               | 21                        | Space Invaders Extreme                                                       | NDS, PSP                                   |
| L U T Y               | 25                        | Destroy All Humans! Big Willy Unleashed                                      | Wii                                        |
| L U T Y               | 25                        | Frontlines: Fuel of War                                                      | Win, X360                                  |
| L U T Y               | 26                        | Lost: Zagubieni                                                              | PS3, Win, X360                             |
| L U T Y               | 26                        | Turning Point: Fall of Liberty                                               | PS3, Win, X360                             |
| L U T Y               | 26                        | Universe at War: Earth Assault                                               | X360                                       |
| L U T Y               | 28                        | The Idolmaster: Live For You!                                                | X360                                       |
| L U T Y               | 28                        | The Sims 2: Czas wolny                                                       | Win                                        |
| M A R Z E C           | 3                         | Bully: Scholarship Edition                                                   | Wii, X360                                  |
| M A R Z E C           | 3                         | Major League Baseball 2K8                                                    | PS2, PS3, PSP, Wii, X360                   |
| M A R Z E C           | 3                         | Super Dodgeball Brawlers                                                     | NDS                                        |
| M A R Z E C           | 4                         | Army of Two                                                                  | PS3, X360                                  |
| M A R Z E C           | 4                         | God of War: Chains of Olympus                                                | PSP                                        |
| M A R Z E C           | 4                         | MLB 08: The Show                                                             | PS2, PS3, PSP                              |
| M A R Z E C           | 4                         | Ninja Reflex                                                                 | Wii                                        |
| M A R Z E C           | 4                         | Silent Hill: Origins                                                         | PS2                                        |
| M A R Z E C           | 5                         | Harvest: Massive Encounter                                                   | Mac, Win                                   |
| M A R Z E C           | 5                         | Warhammer 40.000: Dawn of War – Soulstorm                                    | Win                                        |
| M A R Z E C           | 6                         | Yakuza: Kenzan!                                                              | PS3                                        |
| M A R Z E C           | 9                         | Super Smash Bros. Brawl (US)                                                 | Wii                                        |
| M A R Z E C           | 10                        | Worms: A Space Oddity                                                        | Wii                                        |
| M A R Z E C           | 11                        | Condemned 2: Bloodshot                                                       | PS3, X360                                  |
| M A R Z E C           | 11                        | Insecticide                                                                  | NDS, Win                                   |
| M A R Z E C           | 11                        | Ratchet & Clank: Size Matters                                                | PS2                                        |
| M A R Z E C           | 11                        | The House of the Dead 2 & 3 Return                                           | Wii                                        |
| M A R Z E C           | 18                        | Enemy Territory: Quake Wars                                                  | Mac                                        |
| M A R Z E C           | 18                        | Pro Evolution Soccer 2008                                                    | Wii                                        |
| M A R Z E C           | 18                        | Sega Superstars Tennis                                                       | NDS, PS2, PS3, Wii, X360                   |
| M A R Z E C           | 18                        | Target: Terror                                                               | Wii                                        |
| M A R Z E C           | 18                        | Tom Clancy’s Rainbow Six: Vegas 2                                            | PS3, Win, X360                             |
| M A R Z E C           | 19                        | Deca Sports                                                                  | Wii                                        |
| M A R Z E C           | 19                        | SimCity DS 2                                                                 | NDS                                        |
| M A R Z E C           | 20                        | Pokémon Ranger: Shadows of Almia                                             | NDS                                        |
| M A R Z E C           | 20                        | Ys I                                                                         | NDS                                        |
| M A R Z E C           | 20                        | Ys II                                                                        | NDS                                        |
| M A R Z E C           | 24                        | Command & Conquer 3: Gniew Kane’a                                            | Win, X360                                  |
| M A R Z E C           | 25                        | ObsCure II                                                                   | Wii                                        |
| M A R Z E C           | 28                        |                                                                              |                                            |
| M A R Z E C           | Dark Sector               | PS3, X360                                                                    |                                            |
| M A R Z E C           | Ninja Gaiden Dragon Sword | NDS                                                                          |                                            |
| M A R Z E C           | Viking: Battle for Asgard | PS3, X360                                                                    |                                            |
| K W I E C I E Ń       | 1                         | Brothers in Arms: Road to Hill 30                                            | Wii                                        |
| K W I E C I E Ń       | 2                         | Star Ocean: Second Evolution                                                 | PSP                                        |
| K W I E C I E Ń       | 8                         | Assassin’s Creed                                                             | Win                                        |
| K W I E C I E Ń       | 8                         | Baroque                                                                      | Wii                                        |
| K W I E C I E Ń       | 8                         | Supreme Commander                                                            | X360                                       |
| K W I E C I E Ń       | 10                        | Mario Kart Wii                                                               | Wii                                        |
| K W I E C I E Ń       | 15                        | Ōkami                                                                        | Wii                                        |
| K W I E C I E Ń       | 15                        | Teenage Zombies: Invasion of the Alien Brain Thingys!                        | NDS                                        |
| K W I E C I E Ń       | 22                        | Turok                                                                        | Win                                        |
| K W I E C I E Ń       | 24                        | Valkyria Chronicles                                                          | PS3                                        |
| K W I E C I E Ń       | 25                        | King’s Bounty: The Legend                                                    | Win                                        |
| K W I E C I E Ń       | 29                        | Grand Theft Auto IV                                                          | PS3, X360                                  |
| K W I E C I E Ń       | 30                        | Galactic Civilizations II: Twilight of the Arnor                             | Win                                        |
| M A J                 | 2                         | Iron Man                                                                     | NDS, PS2, PS3, PSP, Wii, Win, X360         |
| M A J                 | 5                         | Crosswords DS                                                                | NDS                                        |
| M A J                 | 6                         | Boom Blox                                                                    | Mobile, Wii                                |
| M A J                 | 6                         | Speed Racer                                                                  | NDS, Wii                                   |
| M A J                 | 13                        | Drone Tactics                                                                | NDS                                        |
| M A J                 | 13                        | The Chronicles of Narnia: Prince Caspian                                     | NDS, PS2, PS3, PSP, Wii, Win, X360         |
| M A J                 | 15                        | Luminous Arc 2: Will                                                         | NDS                                        |
| M A J                 | 17                        | Monster Madness: Grave Danger                                                | PS3                                        |
| M A J                 | 20                        | Age of Conan: Hyborian Adventures                                            | Win                                        |
| M A J                 | 21                        | Penny Arcade Adventures: On the Rain-Slick Precipice of Darkness             | Lin, Mac, Win, X360                        |
| M A J                 | 23                        | Haze                                                                         | PS3                                        |
| M A J                 | 27                        | Emergency Heroes                                                             | Wii                                        |
| M A J                 | 27                        | Enemy Territory: Quake Wars                                                  | PS3, X360                                  |
| M A J                 | 28                        | Mass Effect                                                                  | Win                                        |
| M A J                 | 30                        | Race Driver: Grid                                                            | PS3, Win, X360                             |
| C Z E R W I E C       | 3                         | Kung Fu Panda                                                                | NDS, PS2, PS3, Wii, Win, X360              |
| C Z E R W I E C       | 3                         | Lego Indiana Jones: The Original Adventures                                  | NDS, PS2, PS3, PSP, Wii, Win, X360         |
| C Z E R W I E C       | 3                         | Ninja Gaiden II                                                              | X360                                       |
| C Z E R W I E C       | 3                         | Robert Ludlum’s The Bourne Conspiracy                                        | PS3, X360                                  |
| C Z E R W I E C       | 5                         | Dragon Ball Z: Burst Limit                                                   | PS3, X360                                  |
| C Z E R W I E C       | 5                         | Fushigi no Dungeon - Furai no Shiren 3: Karakuri Yashiki no Nemuri Hime      | Wii                                        |
| C Z E R W I E C       | 5                         | The Incredible Hulk                                                          | NDS, PS2, PS3, Wii, X360                   |
| C Z E R W I E C       | 10                        | Don King Presents: Prizefighter                                              | X360                                       |
| C Z E R W I E C       | 10                        | NASCAR 09                                                                    | PS2, PS3, X360                             |
| C Z E R W I E C       | 10                        | The Incredible Hulk                                                          | Win                                        |
| C Z E R W I E C       | 12                        | Metal Gear Solid 4: Guns of the Patriots                                     | PS3                                        |
| C Z E R W I E C       | 13                        | Civilization Revolution                                                      | PS3, X360                                  |
| C Z E R W I E C       | 17                        | Supreme Ruler 2020                                                           | Win                                        |
| C Z E R W I E C       | 19                        | Mario Super Sluggers                                                         | Wii                                        |
| C Z E R W I E C       | 20                        | Alone in the Dark                                                            | PS2, Wii, Win, X360                        |
| C Z E R W I E C       | 20                        | Top Spin 3                                                                   | PS3, Wii, X360                             |
| C Z E R W I E C       | 22                        | Guitar Hero: On Tour                                                         | NDS                                        |
| C Z E R W I E C       | 22                        | Rock Band                                                                    | Wii                                        |
| C Z E R W I E C       | 23                        | Battlefield: Bad Company                                                     | PS3, X360                                  |
| C Z E R W I E C       | 23                        | Top Spin 3                                                                   | NDS                                        |
| C Z E R W I E C       | 24                        | WALL-E                                                                       | NDS, PS2, PS3, PSP, Wii, Win, X360         |
| C Z E R W I E C       | 24                        | Big Beach Sports                                                             | Wii                                        |
| C Z E R W I E C       | 25                        | Przyjaciele z wesołego lasu: False Alarm                                     | X360                                       |
| C Z E R W I E C       | 26                        | Disgaea DS: Prince of the Demon World and the Red Moon                       | NDS                                        |
| C Z E R W I E C       | 26                        | Tales of Symphonia: Dawn of the New World                                    | Wii                                        |
| C Z E R W I E C       | 29                        | Guitar Hero: Aerosmith                                                       | PS2, PS3, Wii, X360                        |
| L I P I E C           | 1                         | Trauma Center: Under the Knife 2                                             | NDS                                        |
| L I P I E C           | 3                         | Initial D Extreme Stage                                                      | PS3                                        |
| L I P I E C           | 3                         | Nanashi no Game                                                              | NDS                                        |
| L I P I E C           | 3                         | Unreal Tournament III                                                        | X360                                       |
| L I P I E C           | 7                         | Song Summoner: The Unsung Heroes                                             | iPod                                       |
| L I P I E C           | 8                         | Civilization Revolution                                                      | NDS                                        |
| L I P I E C           | 8                         | Devil May Cry 4                                                              | Win                                        |
| L I P I E C           | 10                        | Resident Evil Zero                                                           | Wii                                        |
| L I P I E C           | 10                        | Shin Megami Tensei: Persona 4                                                | PS2                                        |
| L I P I E C           | 11                        | Dynasty Warriors 6                                                           | Win                                        |
| L I P I E C           | 14                        | Major League Eating: The Game                                                | Wii                                        |
| L I P I E C           | 15                        | NCAA Football 09                                                             | PS2, PS3, PSP, Wii, X360                   |
| L I P I E C           | 15                        | Space Chimps                                                                 | NDS, PS2, Wii, Win, X360                   |
| L I P I E C           | 17                        | Dragon Quest V: Hand of the Heavenly Bride                                   | NDS                                        |
| L I P I E C           | 17                        | Tears to Tiara: Kakan no Daichi                                              | PS3                                        |
| L I P I E C           | 18                        | Street Fighter IV                                                            | ARC                                        |
| L I P I E C           | 24                        | Siren: Blood Curse                                                           | PS3                                        |
| L I P I E C           | 24                        | Wario Land: The Shake Dimension                                              | Wii                                        |
| L I P I E C           | 29                        | MLB Power Pros 2008                                                          | PS2, Wii                                   |
| L I P I E C           | 29                        | Soulcalibur IV                                                               | PS3, X360                                  |
| L I P I E C           | 31                        | Fatal Frame IV                                                               | Wii                                        |
| L I P I E C           | 31                        | Phantasy Star Portable                                                       | PSP                                        |
| L I P I E C           | 31                        | Rhythm Heaven                                                                | NDS                                        |
| S I E R P I E Ń       | 1                         | Race Driver: Grid                                                            | NDS                                        |
| S I E R P I E Ń       | 7                         | Fire Emblem: Shadow Dragon                                                   | NDS                                        |
| S I E R P I E Ń       | 7                         | Tales of Vesperia                                                            | X360                                       |
| S I E R P I E Ń       | 12                        | Space Siege                                                                  | Win                                        |
| S I E R P I E Ń       | 13                        | Madden NFL 09                                                                | NDS, PS2, PS3, PSP, Wii, X360, Xbox        |
| S I E R P I E Ń       | 19                        | Too Human                                                                    | X360                                       |
| S I E R P I E Ń       | 21                        | Ratchet & Clank Future: Quest for Booty                                      | PS3                                        |
| S I E R P I E Ń       | 21                        | Sigma Harmonics                                                              | NDS                                        |
| S I E R P I E Ń       | 22                        | Inazuma Eleven                                                               | NDS                                        |
| S I E R P I E Ń       | 25                        | MLB Power Pros 2008                                                          | NDS                                        |
| S I E R P I E Ń       | 26                        | The Sims 2: Apartment Life                                                   | Win                                        |
| S I E R P I E Ń       | 26                        | The Sims 2: Apartment Pets                                                   | NDS                                        |
| S I E R P I E Ń       | 26                        | Tiger Woods PGA Tour 09                                                      | PS2, PS3, PSP, Wii, X360                   |
| S I E R P I E Ń       | 28                        | Afrika                                                                       | PS3                                        |
| S I E R P I E Ń       | 28                        | Captain Rainbow                                                              | Wii                                        |
| S I E R P I E Ń       | 31                        | Mercenaries 2: World in Flames                                               | PS2, PS3, Win, X360                        |
| W R Z E S I E Ń       | 2                         | Infinite Undiscovery                                                         | X360                                       |
| W R Z E S I E Ń       | 2                         | Viva Piñata: Trouble in Paradise                                             | X360                                       |
| W R Z E S I E Ń       | 4                         | Blue Dragon Plus                                                             | NDS                                        |
| W R Z E S I E Ń       | 5                         | FaceBreaker                                                                  | PS3, X360                                  |
| W R Z E S I E Ń       | 5                         | S.T.A.L.K.E.R.: Czyste Niebo                                                 | Win                                        |
| W R Z E S I E Ń       | 5                         | Spore                                                                        | Mac, mobile, NDS, Win                      |
| W R Z E S I E Ń       | 5                         | Viva Piñata: Pocket Paradise                                                 | NDS                                        |
| W R Z E S I E Ń       | 8                         | NHL 2K9                                                                      | PS2, PS3, Wii, X360                        |
| W R Z E S I E Ń       | 9                         | NHL 09                                                                       | PS3, X360                                  |
| W R Z E S I E Ń       | 9                         | TNA iMPACT!                                                                  | PS2, PS3, Wii, X360                        |
| W R Z E S I E Ń       | 11                        | One Piece: Unlimited Cruise: Episode 1                                       | Wii                                        |
| W R Z E S I E Ń       | 12                        | Crysis Warhead                                                               | Win                                        |
| W R Z E S I E Ń       | 13                        | Pokémon Platinum                                                             | NDS                                        |
| W R Z E S I E Ń       | 14                        | Rock Band 2                                                                  | X360                                       |
| W R Z E S I E Ń       | 16                        | Dance Dance Revolution Hottest Party 2                                       | Wii                                        |
| W R Z E S I E Ń       | 16                        | Star Wars: The Force Unleashed                                               | NDS, PS2, PS3, PSP, Wii                    |
| W R Z E S I E Ń       | 16                        | Wiedźmin: Edycja Rozszerzona                                                 | Win                                        |
| W R Z E S I E Ń       | 16                        | Pure                                                                         | PS3, X360, Win                             |
| W R Z E S I E Ń       | 18                        | Dragon Ball: Origins                                                         | NDS                                        |
| W R Z E S I E Ń       | 18                        | Eternal Sonata                                                               | PS3                                        |
| W R Z E S I E Ń       | 18                        | Warhammer Online: Age of Reckoning                                           | Win                                        |
| W R Z E S I E Ń       | 22                        | Civilization IV: Colonization                                                | Win                                        |
| W R Z E S I E Ń       | 22                        | De Blob                                                                      | NDS, Wii, Win                              |
| W R Z E S I E Ń       | 22                        | Kirby Super Star Ultra                                                       | NDS                                        |
| W R Z E S I E Ń       | 22                        | SimCity Creator                                                              | Wii                                        |
| W R Z E S I E Ń       | 23                        | Brothers in Arms: Double Time                                                | Wii                                        |
| W R Z E S I E Ń       | 23                        | Brothers in Arms: Hell’s Highway                                             | PS3, Win, X360                             |
| W R Z E S I E Ń       | 23                        | Lego Batman: The Video Game                                                  | NDS, PS2, PS3, PSP, Wii, Win, X360         |
| W R Z E S I E Ń       | 25                        | Aquanaut's Holiday: Hidden Memories                                          | PS3                                        |
| W R Z E S I E Ń       | 25                        | Cross Edge                                                                   | PS3                                        |
| W R Z E S I E Ń       | 25                        | Disaster: Day of Crisis                                                      | Wii                                        |
| W R Z E S I E Ń       | 25                        | Sands of Destruction                                                         | NDS                                        |
| W R Z E S I E Ń       | 25                        | World Destruction: Michibikareshi Ishi                                       | NDS                                        |
| W R Z E S I E Ń       | 30                        | Silent Hill: Homecoming                                                      | PS3, Win, X360                             |
| W R Z E S I E Ń       | 30                        | Sonic Chronicles: The Dark Brotherhood                                       | NDS                                        |
| P A Ź D Z I E R N I K | 2                         | Dynasty Warriors 6                                                           | PS2                                        |
| P A Ź D Z I E R N I K | 2                         | Ikki Tousen: Eloquent Fist                                                   | PSP                                        |
| P A Ź D Z I E R N I K | 7                         | Crash: Mind over Mutant                                                      | NDS, PS2, PSP, Wii, X360                   |
| P A Ź D Z I E R N I K | 7                         | Fracture                                                                     | PS3, X360                                  |
| P A Ź D Z I E R N I K | 7                         | NBA Live 09                                                                  | PS2, PS3, PSP, Wii, X360                   |
| P A Ź D Z I E R N I K | 7                         | NBA 2K9                                                                      | PS2, PS3, Wii, X360                        |
| P A Ź D Z I E R N I K | 7                         | Spectrobes: Beyond the Portals                                               | NDS                                        |
| P A Ź D Z I E R N I K | 9                         | Macross Ace Frontier                                                         | PSP                                        |
| P A Ź D Z I E R N I K | 13                        | Blitz: The League II                                                         | PS3, X360                                  |
| P A Ź D Z I E R N I K | 13                        | World of Goo                                                                 | Win, Wii                                   |
| P A Ź D Z I E R N I K | 14                        | Dead Space                                                                   | PS3, X360                                  |
| P A Ź D Z I E R N I K | 14                        | FIFA 09                                                                      | Mobile, NDS, PS2, PS3, PSP, Wii, Win, X360 |
| P A Ź D Z I E R N I K | 14                        | Rock Revolution                                                              | NDS, PS3, Wii, X360                        |
| P A Ź D Z I E R N I K | 14                        | Saints Row 2                                                                 | PS3, X360                                  |
| P A Ź D Z I E R N I K | 14                        | SOCOM: U.S. Navy SEALs Confrontation                                         | PS3                                        |
| P A Ź D Z I E R N I K | 14                        | Golden Axe: Beast Rider                                                      | PS3, X360                                  |
| P A Ź D Z I E R N I K | 14                        | Boogie Superstar                                                             | Wii                                        |
| P A Ź D Z I E R N I K | 16                        | Culdcept DS                                                                  | NDS                                        |
| P A Ź D Z I E R N I K | 16                        | Wii Music                                                                    | Wii                                        |
| P A Ź D Z I E R N I K | 16                        | X³: Terran Conflict                                                          | Win                                        |
| P A Ź D Z I E R N I K | 19                        | Rock Band 2                                                                  | PS3                                        |
| P A Ź D Z I E R N I K | 20                        | Midnight Club: Los Angeles                                                   | PS3, X360, PSP                             |
| P A Ź D Z I E R N I K | 20                        | NHL 09                                                                       | Win                                        |
| P A Ź D Z I E R N I K | 20                        | Dead Space                                                                   | Win                                        |
| P A Ź D Z I E R N I K | 21                        | Bully: Scholarship Edition                                                   | Win                                        |
| P A Ź D Z I E R N I K | 21                        | BioShock                                                                     | PS3                                        |
| P A Ź D Z I E R N I K | 21                        | Castlevania: Order of Ecclesia                                               | NDS                                        |
| P A Ź D Z I E R N I K | 21                        | Dance Dance Revolution Universe 3                                            | X360                                       |
| P A Ź D Z I E R N I K | 21                        | Far Cry 2                                                                    | PS3, Win, X360                             |
| P A Ź D Z I E R N I K | 21                        | Fable II                                                                     | X360                                       |
| P A Ź D Z I E R N I K | 21                        | Spider-Man: Web of Shadows                                                   | NDS, PS2, PS3, PSP, Wii, Win, X360         |
| P A Ź D Z I E R N I K | 21                        | The Legend of Spyro: Dawn of the Dragon                                      | NDS, PS2, PS3, Wii, X360                   |
| P A Ź D Z I E R N I K | 21                        | NBA 2K9                                                                      | Win                                        |
| P A Ź D Z I E R N I K | 21                        | What's Cooking? with Jamie Oliver                                            | NDS                                        |
| P A Ź D Z I E R N I K | 26                        | Guitar Hero World Tour                                                       | Mac, PS2, PS3, Wii, Win, X360              |
| P A Ź D Z I E R N I K | 27                        | MySims Kingdom                                                               | NDS, Wii                                   |
| P A Ź D Z I E R N I K | 28                        | Command & Conquer: Red Alert 3                                               | Win                                        |
| P A Ź D Z I E R N I K | 28                        | Fallout 3                                                                    | PS3, Win, X360                             |
| P A Ź D Z I E R N I K | 28                        | Goosebumps HorrorLand                                                        | NDS, PS2, Wii                              |
| P A Ź D Z I E R N I K | 28                        | LittleBigPlanet                                                              | PS3                                        |
| P A Ź D Z I E R N I K | 28                        | MotorStorm: Pacific Rift                                                     | PS3                                        |
| P A Ź D Z I E R N I K | 28                        | MySims                                                                       | Win                                        |
| P A Ź D Z I E R N I K | 29                        | Penny Arcade Adventures: On the Rain-Slick Precipice of Darkness – Episode 2 | Lin, Mac, Win, X360                        |
| P A Ź D Z I E R N I K | 30                        | Valkyrie Profile: Covenant of the Plume                                      | NDS                                        |
| P A Ź D Z I E R N I K | 30                        | Thunder Force VI                                                             | PS2                                        |
| L I S T O P A D       | 3                         | Legendary                                                                    | PS3, Win, X360                             |
| L I S T O P A D       | 4                         | Naruto: Ultimate Ninja Storm                                                 | PS3                                        |
| L I S T O P A D       | 4                         | Tom Clancy’s EndWar                                                          | NDS, PS3, PSP, X360                        |
| L I S T O P A D       | 4                         | Resistance 2                                                                 | PS3                                        |
| L I S T O P A D       | 4                         | Namco Museum Virtual Arcade                                                  | X360                                       |
| L I S T O P A D       | 7                         | Gears of War 2                                                               | X360                                       |
| L I S T O P A D       | 7                         | Men of War                                                                   | Win                                        |
| L I S T O P A D       | 7                         | Sacred 2: Fallen Angel                                                       | Win                                        |
| L I S T O P A D       | 11                        | Banjo-Kazooie: Nuts & Bolts                                                  | X360                                       |
| L I S T O P A D       | 11                        | Call of Duty: World at War                                                   | NDS, PS3, Wii, Win, X360, PS2              |
| L I S T O P A D       | 11                        | Command & Conquer: Red Alert 3                                               | X360                                       |
| L I S T O P A D       | 11                        | FaceBreaker                                                                  | Wii                                        |
| L I S T O P A D       | 11                        | Mirror’s Edge                                                                | PS3, X360                                  |
| L I S T O P A D       | 11                        | WWE Smackdown vs Raw 2009                                                    | Mobile, NDS, PS2, PS3, PSP, Wii, X360      |
| L I S T O P A D       | 11                        | Star Wars: The Clone Wars - Lightsaber Duels                                 | Wii                                        |
| L I S T O P A D       | 11                        | Star Wars: The Clone Wars - Jedi Alliance                                    | NDS                                        |
| L I S T O P A D       | 11                        | Tecmo Bowl: Kickoff                                                          | NDS                                        |
| L I S T O P A D       | 12                        | Pro Evolution Soccer 2009                                                    | PS2, PS3, PSP, Wii, Win, X360              |
| L I S T O P A D       | 13                        | World of Warcraft: Wrath of the Lich King                                    | Win, Mac                                   |
| L I S T O P A D       | 14                        | Football Manager 2009                                                        | Win, Mac, PSP                              |
| L I S T O P A D       | 16                        | Animal Crossing: Let’s Go to the City                                        | Wii                                        |
| L I S T O P A D       | 16                        | Mortal Kombat vs. DC Universe                                                | PS3, X360                                  |
| L I S T O P A D       | 16                        | Shaun White Snowboarding                                                     | PS3, Wii, Win, X360                        |
| L I S T O P A D       | 17                        | Guitar Hero On Tour: Decades                                                 | NDS                                        |
| L I S T O P A D       | 17                        | Skate It                                                                     | NDS, Wii                                   |
| L I S T O P A D       | 18                        | Alone in the Dark                                                            | PS3                                        |
| L I S T O P A D       | 18                        | Ultimate Band                                                                | NDS, Wii                                   |
| L I S T O P A D       | 18                        | Castlevania Judgment                                                         | Wii                                        |
| L I S T O P A D       | 18                        | Left 4 Dead                                                                  | Win, X360                                  |
| L I S T O P A D       | 18                        | Need for Speed: Undercover                                                   | Mobile, PS2, PS3, PSP, Wii, Win, X360      |
| L I S T O P A D       | 18                        | Sonic Unleashed                                                              | PS2, PS3, Wii, X360                        |
| L I S T O P A D       | 18                        | Tomb Raider: Underworld                                                      | NDS, PS2, PS3, Wii, Win, X360              |
| L I S T O P A D       | 18                        | Rayman Raving Rabbids TV Party                                               | NDS, Wii                                   |
| L I S T O P A D       | 18                        | Naruto: The Broken Bond                                                      | X360                                       |
| L I S T O P A D       | 18                        | CSI: NY (video game)                                                         | Win,                                       |
| L I S T O P A D       | 20                        | The Last Remnant                                                             | X360                                       |
| L I S T O P A D       | 21                        | LocoRoco 2                                                                   | PSP                                        |
| L I S T O P A D       | 21                        | Beyond Protocol                                                              | Win                                        |
| L I S T O P A D       | 25                        | Chrono Trigger                                                               | NDS                                        |
| L I S T O P A D       | 25                        | Club Penguin: Elite Penguin Force                                            | NDS                                        |
| L I S T O P A D       | 27                        | Patapon 2                                                                    | PSP                                        |
| L I S T O P A D       | 27                        | Rune Factory Frontier                                                        | Wii                                        |
| G R U D Z I E Ń       | 1                         | Destroy All Humans! Path of the Furon                                        | X360                                       |
| G R U D Z I E Ń       | 2                         | Prince of Persia: The Fallen King                                            | NDS                                        |
| G R U D Z I E Ń       | 2                         | Mushroom Men: The Spore Wars                                                 | Wii                                        |
| G R U D Z I E Ń       | 2                         | Mushroom Men: Rise of the Fungi                                              | NDS                                        |
| G R U D Z I E Ń       | 2                         | Grand Theft Auto IV                                                          | Win                                        |
| G R U D Z I E Ń       | 2                         | Prince of Persia                                                             | PS3, X360                                  |
| G R U D Z I E Ń       | 2                         | Kingdom Hearts Re:Chain of Memories                                          | PS2                                        |
| G R U D Z I E Ń       | 4                         | Rygar: The Battle of Argus                                                   | Wii                                        |
| G R U D Z I E Ń       | 5                         | X³: Reunion                                                                  | Lin                                        |
| G R U D Z I E Ń       | 7                         | Prey                                                                         | Lin                                        |
| G R U D Z I E Ń       | 9                         | Prince of Persia                                                             | Win                                        |
| G R U D Z I E Ń       | 11                        | Elebits: The Adventures of Kai and Zero                                      | NDS                                        |
| G R U D Z I E Ń       | 18                        | Rise of the Argonauts                                                        | PS3, Win, X360                             |
| G R U D Z I E Ń       | 18                        | Dissidia: Final Fantasy                                                      | PSP                                        |
| G R U D Z I E Ń       | 18                        | Dynasty Warriors: Gundam 2                                                   | PS2, PS3, X360                             |
| G R U D Z I E Ń       | 18                        | Suikoden Tierkreis                                                           | NDS                                        |
| G R U D Z I E Ń       | 18                        | Tales of Hearts                                                              | NDS                                        |
| G R U D Z I E Ń       | 18                        | Tekken 6 (Bloodline Rebellion)                                               | ARC                                        |
| G R U D Z I E Ń       | 25                        | White Knight Chronicles                                                      | PS3                                        |
| G R U D Z I E Ń       | 25                        | RIZ-ZOAWD                                                                    | NDS                                        |

(daty wydania dla Ameryki Północnej)
| Data wydania | Tytuł                                    | Platforma     |  |
| ------------ | ---------------------------------------- | ------------- |  |
| 8 stycznia   | Harvey Birdman: Attorney at Law          | Wii, PS2, PSP |  |
| 8 stycznia   | Kingdom Under Fire: Circle of Doom       | X360          |  |
| 8 stycznia   | Sonic Riders: Zero Gravity               | Wii, PS2      |  |
| 15 stycznia  | Samurai Warriors Katana                  | Wii           |  |
| 15 stycznia  | CSI: Hard Evidence                       | Wii           |  |
| 15 stycznia  | Furu Furu Park                           | Wii           |  |
| 15 stycznia  | Nitrobike                                | Wii           |  |
| 15 stycznia  | Nanostray 2                              | NDS           |  |
| 4 marca      | Warhammer 40000: Dawn of War – Soulstorm | Win           |  |